# Дронговский, Мариан Марианович
Дронговский Мариан Марианович (1889-1937) — советский железнодорожник, начальник Карело-Мурманского комбината.

## Биография
Закончил ремесленное училище в Варшаве.
С 1905 г. работал помощником машиниста на Варшавско-Венской железной дороге.
С 1913 г. - машинист на Варшавско-Венской, Северной, Октябрьской железных дорогах.
С февраля 1917 г. - член ЦК Совета Викжель-Эвак, комиссар Варшавско-Венской железной дороги.
С июня 1918 г. - заместитель комиссара Западного округа путей сообщения.
С апреля 1919 г. комиссар и начальник военных сообщений Западного фронта.
С сентября 1919 г. - комиссар и начальник Южного округа путей сообщения.
С сентября 1921 г. - помощник начальника Северной железной дороги, зам начальника службы движения, военком военных сообщений.
С 1924 г. - заместитель председателя правления ЦАПО ВСНХ.
С 1925 г. - заместитель председателя правления «Транспечати».
В 1927-1928 гг. - председатель правления Мурманской железной дороги и Мурманского комбината (1927—1928)
В 1937 г. - зам. по хозяйственной части начальника НИИ ж.-д. транспорта Наркомата путей сообщения СССР
Арестован 27 сентября 1937.
Осужден ВКВС СССР 15 февраля 1938 г.
Расстрелян 15 февраля 1938 г..
Дата реабилитации: 9 февраля 1960 г.

## Сочинения
- Дронговский М. Комбинат Мурманской ж. д. и индустриализация Карело-Мурманского края.— Карело-Мурман.край, 1928, № 10-11, с. 7-10 с илл.
- Дронговский М. Транспортно-промышленный комбинат Карело-Мурманского края. [Мурман. ж. д.].— Хоз-во Северо-Западного края, 1927, № 8, с. 58—64.
- Дронговский, М. VII Дорожный съезд Мурманской Железной дороги и работа дороги как Комбината / М. Дронговский // Карело-Мурманский край : краеведческий, общественно-экономический иллюстрированный журнал. - 1928. - № 4-5. - С. 40 - 41